# 鹿児島県教職員組合
鹿児島県教職員組合（かごしまけんきょうしょくいんくみあい、略称：鹿教組（かきょうそ）、英語：Kagosima School Teacher's Union）は、鹿児島県の教員およびその他の学校職員による労働組合（職員団体）である。
日本教職員組合（日教組）、日本労働組合総連合会鹿児島県連合会（連合鹿児島）に加盟している。

## 概要
鹿児島県の教職員の労働組合（職員団体）として存在している。他の都道府県単位の教職員組合と同様、組合員の労働権利擁護のため、鹿児島県教育委員会などの教育行政との交渉が、重要な活動である。
本部は、鹿児島市山下町4番18号にある県教育会館においている。鹿児島県教職員組合定期大会は、県教育会館で行っている。
鹿児島県に7支部あり、鹿児島地区支部・南薩地区支部・北薩地区支部・姶良伊佐地区支部・大隅地区支部・熊毛地区支部・奄美地区支部、となっている。支部単位での教育研究集会も開催している。
毎年、鹿児島県教育研究集会の主催を行っていて、最近は2日間の日程で行われ、2008年には500名ほどの組合員が参加した。日本教職員組合主催の教育研究全国集会にも、2010年には、代表20名ほどを派遣している。